# Vaugueux
Le Vaugueux est un petit quartier ancien situé à Caen, commune française du département du Calvados dans la région Normandie.

## Histoire

### Des origines à la Révolution
Le Vaugueux est un vallon sec encadré à l'ouest par l'escarpement rocheux sur lequel Guillaume le Conquérant a établi le château de Caen et à l'est par le plateau sur lequel a été fondé l'église Saint-Gilles et plus tard l'abbaye aux Dames. Un chemin, l'actuelle rue du Vaugueux, menait à Douvres-la-Délivrande en passant par le hameau de Couvrechef. Dans les années 1070, Guillaume le Conquérant fait clore le bourg dépendant directement de sa juridiction (Bourg-le-Roi) ; il ne semble pas que ces ouvrages, probablement une levée de terre précédée d'un fossé, aient eu à l'origine une valeur défensive, mais plutôt qu'ils étaient destinés à délimiter le Bourg-le-Roi des bourgs placés sous la juridiction des abbayes. Quoi qu'il en soit, le Vaugueux se retrouve dès lors placé en position de faubourg. 
Le quartier en lui-même est mentionné pour la première fois sous la forme de Vallisgue dans une charte de Robert Courteheuse offrant à l'abbaye aux Dames « tout le Vaugueux, toutes les maisons, jusqu'au mur de la ville et jusqu'à la rivière du petit Orne ». La rue du Vaugueux était entièrement située dans la paroisse Saint-Pierre dont le ressort urbain se trouvait principalement à l'intérieur des murs de la ville ; au XIVe et XVe siècles, cette partie de la paroisse est appelée Saint-Pierre-en-Valgueux. Bien que située hors les murs, la rue ne fait pas à proprement partie du Bourg-l'Abbesse (dont les limites correspondent à celles de la paroisse Saint-Gilles) ; certains textes du XIVe siècle situent toutefois  « dans la paroisse Saint-Pierre, au Bourg-l'Abbesse » certains immeubles situés entre la paroisse Saint-Gilles et les murs de la ville.
Au début du XIIe siècle, le chapitre de Bayeux offre à Guillaume Acarin, conseiller de Philippe Auguste et de son successeur Louis VIII, un terrain sur la colline faisant face au château et sur lequel se dresse une chapelle construite au XIIe siècle ; en 1219, la collégiale du Saint Sépulcre est construite à côté de la vieille chapelle dédiée à sainte Anne.
À l'origine, la rue commence au bout de la rue Porte-au-Berger. Elle est prolongée au sud par la rue du Puit-ès-Bottes. Deux routes importantes, la route de Douvres et la route de Dives par le bac de Colombelles, partent de la porte au Berger, mentionnée pour la première fois en 1245. De ce fait, le Vaugueux était un carrefour stratégique. Lors de la prise de la ville par Henri V d'Angleterre en 1417, le quartier est en grande partie incendié et la collégiale du Saint-Sépulcre est pillée. 
Pendant la Révolution française, la rue du Vaugueux prend le nom de rue des Droits de l'homme, tandis que la rue des Chanoines, avec laquelle elle ne communique pas encore, est rebaptisée rue de la Montagne.

### DuXIXesiècleau milieu duXXesiècle

L'armée britannique dans la rue Montoir-Poissonnerie, à l'angle de la rue du Vaugueux

Aux XIXe et XXe siècles, le quartier a conservé un visage proche de celui qu'il avait au Moyen Âge. En 1839, les habitants signent une pétition dans le but de faire élargir la rue Porte-au-Berger qu'ils jugent trop étroite. La rue du Vaugueux n'est pavée qu'en 1844. Pour régler ces problèmes de circulation, le conseil général du Calvados invite en 1850 le Préfet à s'entendre avec la ville de Caen pour le percement d'une nouvelle rue dans le prolongement de la rue Montoir-Poissonnerie ; les procédures d'expropriations et de travaux nécessaires à l'élargissement et la rectification de la rue sont suivies par l'administration départementale. Le projet est arrêté par un décret du 11 janvier 1853. La rue Montoir-Poissonnerie est désormais reliée directement à la rue des Chanoines et le trafic est ainsi détourné de l'étroite rue Porte-au-Berger. La section de la rue du Puits-ès-Bottes située entre la rue Montoir-Poissonnerie et la rue du Vaugueux est alors incorporée à cette dernière.
Si quelques améliorations sont apportées en matière de circulation, les conditions d'hygiène restent quant à elles déplorables. Le quartier est durement touché par les épidémies de choléra qui s'abattent sur la ville, par exemple en 1865-1866 ou en 1873. Situé entre le château de Caen transformé en caserne et le port de Caen, ce quartier populaire a une mauvaise réputation. On dénombre ainsi plusieurs débits de boisson, comme celui tenu dans la rue Porte-au-Berger par les grands-parents paternels d'Édith Piaf au début du XXe siècle, et de nombreuses prostituées. Afin d'améliorer les conditions de vie des habitants, des établissements de charité comme le bureau de bienfaisance de la rue Porte-au-Berger ou la salle d'asile de la rue du Vaugueux s'installent dans le quartier. Une école congréganiste, dirigée par les Religieuses de la Providence de Lisieux et de Sées, assure l'enseignement pour les jeunes filles ; en 1910, la municipalité lance le projet de construction, à l'emplacement du Sépulcre, d'une nouvelle école pour les filles afin de remplacer celle du Vaugueux, mais cette idée ne se concrétise pas. En 1928, le conseil général du Calvados fonde, au no 75 de la rue du Vaugueux, un office public départemental d'hygiène social ; les habitants peuvent recevoir des soins dans ce dispensaire.
En 1907, la Compagnie des tramways électriques de Caen, qui exploite déjà trois lignes, est pressentie pour construire une nouvelle ligne entre le centre-ville de Caen et le nouvel hôpital (actuel CHR Clemenceau). Le conseil municipal vote même en 1913 l'expropriation d'immeubles à l'angle de la rue Basse et de la rue Buquet pouvant gêner le passage des trams. Mais la Première Guerre éclate et cette ligne qui devait passer par la rue du Vaugueux n'est pas réalisée.

### Depuis 1944
Dès l'après-midi du 6 juin 1944, le quartier du Vaugueux est bombardé par les Alliés. Le Vaugueux est à nouveau bombardé les 8, 9 et 11 juin. Le dernier bombardement, le 7 juillet, détruit le PC de secteur de la Défense passive installé dans l’abri de la maison des Sœurs de Saint-Pierre au no 50 de la rue du Vaugueux ; l'effondrement de l'abri provoque l'ensevelissement de 67 réfugiés dont 38 périssent. Les bombardements ont détruit une grande partie du quartier Saint-Gilles, situé au-dessus du Vaugueux, le secteur de la Pigacière en haut du Vaugueux et la partie sud-ouest du quartier (rues Buquet, Graindorge, une partie de la rue Porte-au-Berger) ; seule la partie basse de la rue du Vaugueux et la rue Haute ont été préservées. 
Pendant la reconstruction de Caen, on décide d'élargir la partie haute de la rue du Vaugueux et ne pas reconstruire de bâtiment sur la majeure partie de son côté impair afin de dégager la vue sur les remparts du château. La partie du quartier située autour de l'ancienne collégiale et en contrebas de celle-ci est intégrée en 1978 au site inscrit du centre ancien de Caen. La partie ancienne du quartier est par la suite piétonnisée ; le réaménagement de la rue est inauguré le 29 mars 1980. De nombreux restaurants sont venus s'installer dans cette zone.
Le secteur fait toutefois l'objet d'une opération programmée d'amélioration de l'habitat afin de lutter contre l'habitat indigne qui subsiste dans le quartier.

## Toponymie

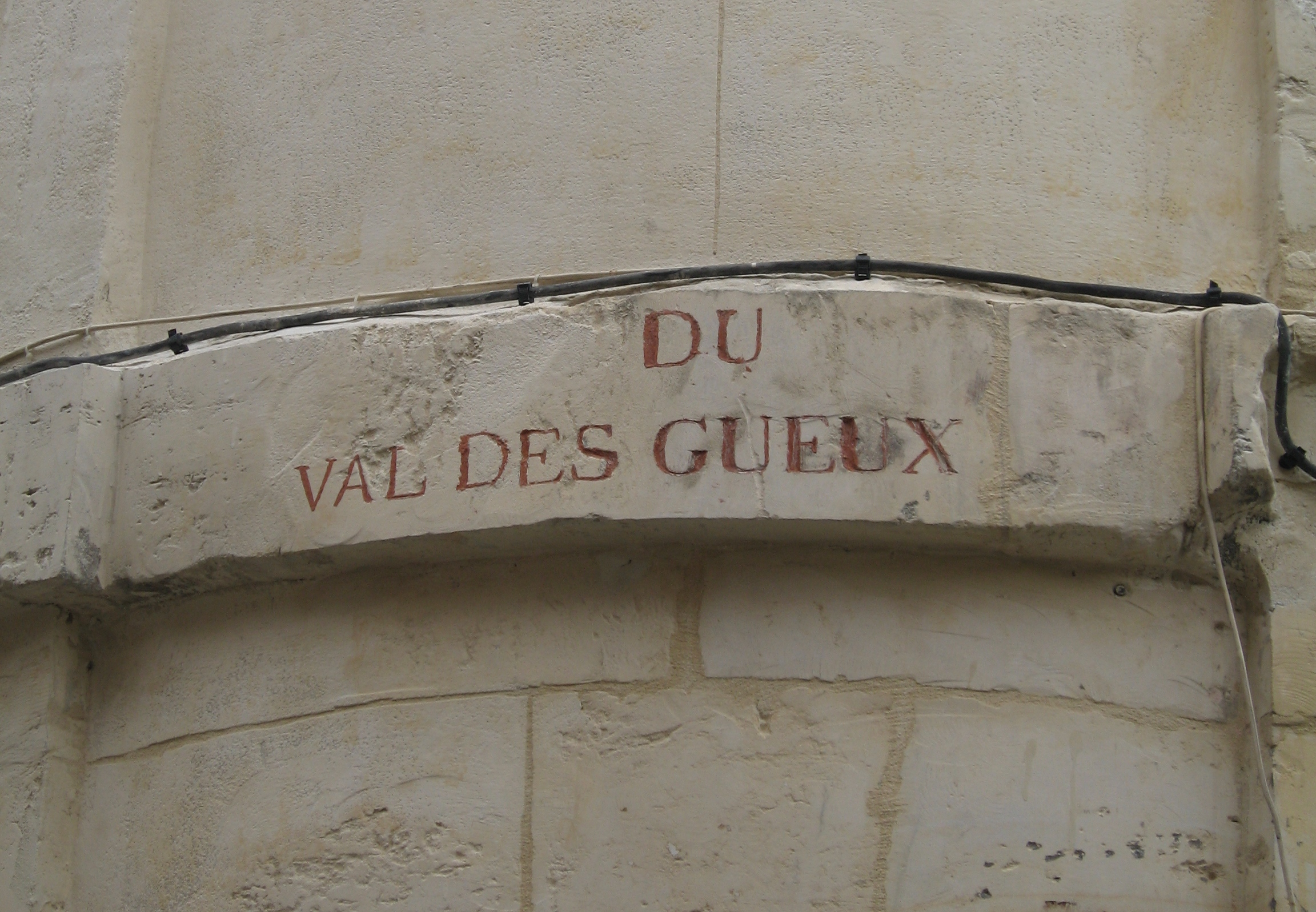
Nom ancien gravé à l'angle de la rue du Vaugueux et de la rue Porte au Berger

Gervais de La Rue et Célestin Hippeau ont relevé plusieurs attestations anciennes du nom sous diverses formes, :
- Vallis Guœ en 1086 (cartulaire de la Trinité, f° 34).
- Vallisgue (XIe siècle) ;
- Gwag Cadomi (XIIe siècle), mais c'est en fait une erreur de lecture[25] ;
- Valguee en 1252 (ch. de l’abbaye d’Ardenne, n° 24).
- Wallis Guaw[Quand ?] ;
- Vallis Goü[Quand ?] ;
- Vallis Goe et Valgoe[Quand ?] ;
- Vallis Guée et Valguée[Quand ?] ;
- Vallis Goue[Quand ?]
- Valgueue[Quand ?].

Il a également été altéré en Val des gueux, comme l'atteste une inscription gravée à l'angle de la rue du Vaugueux et de la Porte au Berger. 
Par le passé de nombreuses hypothèses fantaisistes ont été proposées pour expliquer son étymologie:
- Pierre-Daniel Huet, Vaugueux viendrait du latin valliculus signifiant petite vallée[26] et qui a donné par exemple le nom de Vaucelles[27].

- Gervais de La Rue avance plusieurs conjectures[2] :
  - « Val du Rempart », de gwal signifiant mur dans les langues germaniques, précédé du mot latin vallum ; référence aux murs de la ville (fortifications de Caen)
  - « Val du Gué », référence à la petite Orne située en contrebas et praticable à gué
  - référence à des manufactures de laine à partir de la racine celtique Gwe (toile, maille, pièce en tissu) et Guea (fabriquer de la toile ou des tissus)

- Barthélemy Pont réfute ces hypothèses et propose comme origine « le Val de la faux ou de la serpette », du vieux français goix (faux, serpette)[28].

Ces explications sont toutes incompatibles avec la nature des formes anciennes. En outre, il n'existe aucun germanique *gwal, mais bien wall « rempart » (cf. anglais wall, allemand Wall) qui est un emprunt au latin vallum de même sens. Quant à invoquer une racine brittonique pour désigner une manufacture de laine en Normandie… De manière probable pour ce type toponymique, il s'agit d'une formation médiévale en Val- « val, vallée », suivi d'un nom de personne non identifiée.